# Doussi
Doussi är en ort i Burkina Faso.   Den ligger i regionen Boucle du Mouhoun, i den västra delen av landet, 210 km väster om huvudstaden Ouagadougou. Doussi ligger 293 meter över havet och antalet invånare är 913.
Terrängen runt Doussi är platt. Närmaste större samhälle är Mamou, 17,9 km väster om Doussi.
Omgivningarna runt Doussi är en mosaik av jordbruksmark och naturlig växtlighet. Runt Doussi är det ganska glesbefolkat, med 50 invånare per kvadratkilometer.